# Vic Niblett
Victor „Vic“ Niblett (* 9. Dezember 1924 in Frimley, Camberley; † 1. Oktober 2004 in Gillingham) war ein englischer Fußballspieler.

## Karriere
Niblett rückte während des Zweiten Weltkriegs in die erste Mannschaft des FC Reading auf und kam in den Spielzeiten 1943/44 bis 1945/46 an der Seite von Spielern wie Matt Busby, Tony McPhee und Willie Fagan zu insgesamt 46 Einsätzen in der regionalen Wartime League. Im Mai 1945 unterschrieb er einen Profivertrag bei Reading, kam bis zu seinem Abgang im Juni 1950 zu West Ham United aber nur zu sechs Einsätzen in der Football League Third Division.
Nachdem er eine Saison lang beim Zweitligisten West Ham hinter Dick Walker ohne Einsatz geblieben war, wurde er im August 1951 von Archie Clark zum FC Gillingham zurück in die Third Division geholt. Der ruhige und zuverlässige Mittelläufer war bei Gillingham bis April 1953 Stammspieler, als eine Verletzung in Bournemouth eine Serie von 91 Ligaeinsätzen in Folge unterbrach. Erst im Oktober 1954 konnte er sich seinen Stammplatz zurückholen, im Oktober 1956 musste er wegen der Folgen mehrerer Gehirnerschütterungen seine Karriere beenden. Gemeinsam mit John Warshap erhielt Niblett im Mai 1958 ein Abschiedsspiel gegen eine britische Armeeauswahl.
Nach seiner Fußballerkarriere war Niblett als Platzwart im Priestfield tätig und fungierte auch mehrfach als Scout für Gillingham. Nachdem er sich vom Fußball zurückgezogen hatte, verdiente er sein Geld als Immobilienhändler, blieb aber in Gillingham wohnhaft.